# Otto Sander Tischbein
Otto Sander Tischbein (* 2. Juni 1949 in Osmarsleben als Otto Sander, OST gen.) ist ein deutscher Maler und Grafiker.

## Leben
Otto Sander Tischbein machte von 1964 bis 1968 eine Lehre als Chemieanlagenbauer. Er absolvierte von 1971 bis 1976 ein Studium an der Hochschule für Bildende Künste (HfBK) Dresden u. a. bei Günter Horlbeck und Gerhard Kettner und erlangte ein Grafik-Diplom. Seit 1976 ist Otto Sander Tischbein als freiberuflicher Maler und Grafiker tätig. Ab 1979 war er Mitglied im Verband Bildender Künstler der DDR. Bis 1989 war er an allen wichtigen DDR-Kunstausstellungen beteiligt und hatte Einzelausstellungen u. a. in Berlin, Cottbus, Erfurt, Rostock, Dresden, Neubrandenburg und Schwerin. 1986 wurde der Künstler mit dem 2. Preis im Wettbewerb der jungen Künstler der UdSSR und der DDR ausgezeichnet.
Nach 1990 setzt sich die rege Ausstellungstätigkeit weiter fort. An der Grafik-Design-Schule Anklam und der Thüringischen Sommerakademie Böhlen hatte er Lehrtätigkeiten inne. Otto Sander Tischbein unternahm Reisen nach Norwegen, Schweden, Italien, Ungarn, Mallorca, Portugal, Spanien, Mexiko, Peru und in die Ukraine. Von 2017 bis 2021 malte er die Trauerhallen auf den Friedhöfen in Neuenhagen, Rogeez, Philippshof, Zwenzow und Groß Quassow aus. Der Künstler lebt in Mecklenburg.

## Werke (Auswahl)
- 1981: NVA-Agrarflug, ein Segen für unsere Landwirtschaft, Kaltnadelradierung
- 1981: Ich diene an der Grenze – für Egon Schulz, Kaltnadelradierung
- 1983: Freizeit und Erholung, Wandbild im Speisesaal des Sportclubs Neubrandenburg
- 1985: Diskussion im Lichte der Güllenutzung, Radierung
- 1986: Folge Als der Geheimrat so alt war wie ich, Radierungen
- 1983: Wandgestaltung Strukturen in der Teppichfabrik Nord
- 1984/85: Figürliche Wandgestaltung eines Kindergartenaufganges in der Teterow, Acryl auf Beton
- 1988: mit Veit Hofmann Entwicklung der Telefonkunst
- 2021: Teilnahme am Buchprojekt „Rabaukenlieder“ mit dem Schriftsteller Uwe Saeger, dem Künstler Hartmut Hornung und der Gestalterin Marion Hornung in Vorpommern-Greifswald

## Ausstellungen (Auswahl)
- 2009: Personalausstellung zum 60. Geburtstag in der Kunstsammlung Neubrandenburg
- 2014: Ausstellung in der Galerie für gegenwärtige Kunst Neustrelitz
- 2015: Ausstellung in der Galerie AURIGA in Rostock
- 2019: Ausstellung im Kunst-Gut Schmiedenfelde „pOST an Birgit“ 100 Briefe
- 2022: Ausstellung in der „KunstPause“ – „schreib mal wieder BRIEFpOST“ der Hochschule Neubrandenburg
- 2024: OST in Kamenz ∙ Bedrucktes und Malerei auf Papier und Leinwand. Sonderausstellung der Arbeitsstelle für Lessing-Rezeption und des Lessing-Museums Kamenz aus Anlass des 75. Geburtstages von Otto Sander Tischbein im Malzhaus Kamenz